# Jerome Richardson
Jerome Richardson (Oakland (Californië), 15 november 1920 – Englewood (New Jersey), 23 juni 2000) was een Amerikaanse jazzmuzikant (saxofoon, fluit).

## Biografie
Richardson groeide op in een pleeggezin en begon op 8-jarige leeftijd saxofoon te spelen. Hij studeerde muziek aan het San Francisco State College en trad daarnaast op met muzikanten als Ben Watkins en Wilbert Baranco. Een verbintenis als altsaxofonist bij Jimmy Lunceford mislukte, omdat hij zijn militaire dienstplicht moest vervullen. Tijdens zijn diensttijd van 1942 tot 1945 speelde hij in een dansband van de marine onder Marshall Royal.
Zijn eerste solo-opnamen op de fluit ontstonden onder Lionel Hampton, tot wiens band hij behoorde van 1949 tot 1951. Daarna leidde hij een eigen combo, waartoe o.a. George Morrow behoorde en was hij tot 1944 lid van de band van Earl Hines. Daarna trad hij op met Lucky Millinder, Cootie Williams, Oscar Pettiford, Chico Hamilton, Gerry Mulligan en Gerald Wilson en ging hij in 1959/1960 op een Europese tournee als lid van de Quincy Jones Big Band. Tijdens de komende jaren was hij vooral werkzaam als studiomuzikant en ontwikkelde hij zich tijdens de jaren 1960 tot een meester van de sopraansaxofoon (b.v. in 1962 tijdens het Townhall Concert van Charles Mingus en in 1989 daarna ook bij Epitaph). In 1963/1964 werkte hij mee aan het album The Individualism of Gil Evans.
Van 1969 tot 1970 behoorde hij tot het Thad Jones/Mel Lewis Orchestra. Daarna ging hij naar Hollywood, waar hij overwegend werkte als studiomuzikant. In 1984 werd hij gehaald door Quincy Jones naast andere jazzgrootheden om met Frank Sinatra het album L.A. is My Lady in te spelen.

## Overlijden
Jerome Richardson overleed in juni 2000 op 79-jarige leeftijd.

## Discografie
- 1956: Quincy Jones: This Is How I Feel About Jazz
- 1958: Midnight Oil (OJC) met Hank Jones, Joe Benjamin, Kenny Burrell, Charlie Persip
- 1958: Jerome Richardson Sextet
- 1959: Roamin’ with Richardson (OJC) met Richard Wyands, George Tucker, Charli Persip
- 1962: Going to the Movies met Richard Wyands, Les Spann, Grady Tate, Henry Grimes
- 1963: Charles Mingus: The Black Saint and the Sinner Lady, Mingus Mingus Mingus Mingus Mingus, (Impulse! Records)
- 1967: Groove Merchant met Alan Raph, Warren Smith, Chuck Rainey, Buddy Lucas, Grady Tate, Snooky Young, Joe Newman, Carl Lynch, Eric Gale
- ????: Frank Sinatra: L.A. is My Lady met Quincy Jones, e.a.
- 1996: Jazz Station Runaway met Russell Malone, Lewis Nash, Frank Colon, Dennis Mackrel, George Mraz, Howard Aiden